# House
House ist eine populäre Stilrichtung der elektronischen Tanzmusik, die in den 1980er Jahren in den USA entstand. Typisch ist der meist durch einen Drumcomputer erzeugte Rhythmus im 4⁄4-Takt im Tempo von etwa 110 bis 130 Beats per minute: die Bassdrum auf jeder Viertelnote („Four on the Floor“), Snareschläge bzw. Handclaps auf jeder zweiten Viertelnote sowie offene Hi-Hats auf der Zwischen-Achtelnote.
House gilt als einer der ersten erfolgreichen Stile der elektronischen Tanzmusik. Die Musikrichtung beeinflusste insbesondere die Entstehung des Techno mitsamt seiner Szene. Beide Stile ähneln sich und sind zum Teil schwer voneinander abzugrenzen, wobei mit Techno jedoch generell schnellere und „maschineller“ klingende Musik bezeichnet wird als mit House.
Der Name „House“ rührt vom ersten Club her, in dem diese Musikrichtung aufgelegt wurde, dem Warehouse in Chicago.

## Geschichte

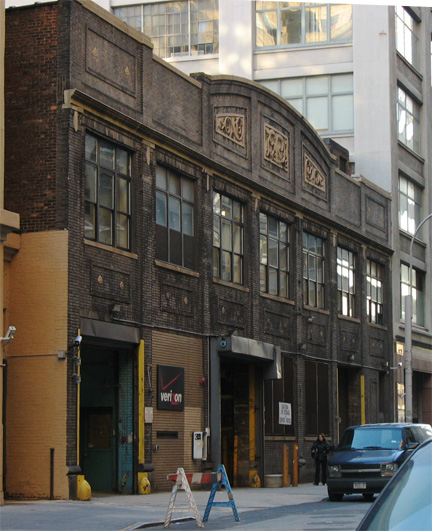
Paradise Garage, die Geburtsstätte des Garage House

Die musikalischen Ursprünge des House liegen in der Disco-Musik der späten 1970er Jahre, deren Einfluss vor allem in Harmonik und Melodieführung spürbar ist. Frankie Knuckles legte im Warehouse in Chicago auf. Schon damals war es üblich, dass die Disco-Maxis Club-Mixes enthielten – das bedeutete im Normalfall, dass ausgedehnte, auf den Rhythmus konzentrierte Instrumentalpassagen vorhanden waren. Knuckles stellte fest, dass gerade diese Rhythmusteile die Gäste in Ekstase versetzten, und begann damit, nur noch sie ineinander zu vermischen und den Rest der Platte wegzulassen. Darüber hinaus führte er aus: „Kraftwerk waren Hauptbestandteil bei der Entstehung von House-Music in Chicago. Ich mixte damals in den frühen 80s unseren 80s-Phillysound mit den Elektrobeats von Kraftwerk und den Electronic-Body-Music-Bands Europas.“ Neben Knuckles zählen vor allem Marshall Jefferson, Jesse Saunders und Chip E. als Pioniere des Chicago House. Später griffen die Detroiter Produzenten Juan Atkins, Derrick May und Kevin Saunderson diese neue Liebe zur Monotonie auf und entwickelten daraus den Detroit Techno.
Gleichzeitig entstand in New Yorker Clubs wie der Paradise Garage und The Loft, geprägt durch DJs wie Larry Levan, François Kevorkian und Eric Kupper, ebenfalls eine wichtige House-Szene. Die Paradise Garage war Namenspate für die disco-orientierte House-Variante des Garage House.
Zu Beginn der 1990er Jahre verbreitete sich der Begriff „House“ vielerorts auch als Oberbegriff für verschiedene Arten elektronischer, rhythmischer Musikstile, dem selbst anfangs die neuentwickelte Technomusik noch als Techno House untergeordnet wurde. Das führt allerdings zu einigen Verwirrungen, da es inzwischen auch einen Stil namens Tech House gibt, eine technoisierte Form moderner minimalerer Housemusik. Für die meisten Detroiter und Chicagoer DJs und Produzenten gibt es keine echte Unterscheidung zwischen Techno und House.
Im Jahr 2005 hat der Bürgermeister von Chicago, Richard M. Daley, zum ersten Mal den „Chicago House Unity Day“ ausgerufen. Als Datum wurde der 10. August gewählt.
Anfang der 2010er begann sich aus verschiedenen Abwandlungen von Progressive-, Tech- und Elektrohouse ein eigener Stil mit eigenen Merkmalen zu entwickeln. Der Stil wird als Big-Room bezeichnet und wird durch einen eingängigen, aggressiven Drop geprägt, der mit einer gleichschlagenden Bassline unterlegt ist. Die Lieder Animals von Martin Garrix und Tsunami von DVBBS und Borgeous brachten zeitgleich im Jahr 2013 mit mehreren Nummer-eins-Platzierungen die ersten kommerziellen Erfolge des neuen House-Stils ein. Es folgten Kombinationen mit anderen Musikrichtungen, wie Hardstyle oder einzelnen Housekategorien.

## Charakter und Produktion
House zeichnet sich durch einen mächtigen, basslastigen Klang aus, der bei Disco in dieser Form noch nicht existierte. Der typische Sound entsteht vor allem durch die Benutzung einer entsprechend druckvollen Bassdrum, die im sogenannten „4er-Fuß“, also durchgehenden vier Schlägen pro Takt gespielt wird (auch als four to the floor bezeichnet). Besonders beliebt sind dabei die nicht mehr hergestellten Roland TR-808 und TR-909 Drumsequenzer. Im Unterschied zum Techno mit seinem meist geraden, maschinenartigen Grundmetrum ist House oft durch punktierte Sechzehntel (Shuffle) geprägt.
Typischer Aufbau des rhythmischen Grundgerüstes eines Taktes bei House:
| Sechzehntelnoten | 01 | 02 | 03 | 04 | 05 | 06 | 07 | 08 | 09 | 10 | 11 | 12 | 13 | 14 | 15 | 16 |
| Bassdrum         | x  |    |    |    | x  |    |    |    | x  |    |    |    | x  |    |    |    |
| closed Hi Hat    |    | x  |    | x  |    | x  |    | x  |    | x  |    | x  |    | x  |    | x  |
| open Hi Hat      |    |    | x  |    |    |    | x  |    |    |    | x  |    |    |    | x  |    |
| Hand Claps       |    |    |    |    | x  |    |    |    |    |    |    |    | x  |    |    |    |

Ein meist verwendeter Zusatz, der dem Grundgerüst schnell eine typische House-Charakteristik verleihen kann, ist eine Snare Drum (oder Rimshot, vorzugsweise an das Klangbild der TR-808 oder TR-909 angelehnt), die typischerweise folgendermaßen platziert ist:
| Sechzehntelnoten | 01 | 02 | 03 | 04 | 05 | 06 | 07 | 08 | 09 | 10 | 11 | 12 | 13 | 14 | 15 | 16 |
| Snare            |    |    |    |    |    |    |    |    |    |    |    | x  |    |    | x  |    |

Essentieller Bestandteil für die Entwicklung des House als eigenständigen Musikstil ist auch die extreme Formalisierung der musikalischen Struktur durch fast ausschließliche Verwendung von Sequenzen, deren Längen Potenzen zur Basis 2 sind. Alle acht Takte verändert sich durch das Hinzufügen oder Wegnehmen einzelner solcher Sequenzen das Klangbild. Brüche werden auf diese Weise vermieden. Das ist gut nachzuempfinden, indem einfach in einem klassischen House-Lied 32 Bassdrums (vier Schläge je Takt mal acht Takte) von Anfang einer Sequenz gezählt werden. Dann fangen theoretisch neue Instrumente an, fallen weg oder Vocals kommen zum Beispiel hinzu. In einem klassischen Houselied würden Vocals niemals inmitten einer solchen Sequenz beginnen, sondern immer am Anfang.
Eine typische „Housescheibe“ übertrifft einen Drei-Minuten-Radiohit an Länge, fünf Minuten und mehr sind die Regel. Dies und die oben angesprochene Formalisierung der musikalischen Struktur machen es einem DJ leicht, mehrere House-Platten in der Geschwindigkeit aneinander anzupassen (Beatmatching) und ihre Anfänge und Enden so ineinander überzublenden, dass für den ungeübten Zuhörer der Eindruck eines einzigen, mehrere Stunden langen Stückes entsteht.
Den Sparten Chicago-, Deep- und Minimal-House wurde von Musikjournalisten manchmal eine fast spirituelle Qualität zugeschrieben, die sich auch in Begriffen wie Set me free, Wisdom in Tracktiteln oder Vocalsamples niederschlägt. House als Begriff wird hier als abstrakter, aus Klängen geschaffener sozialer Raum verstanden, in den jeder eingeladen ist (My house is your house and your house is mine). Auch musikalisch nimmt House Einflüsse aus verschiedenen vorherigen Musikstilen von Latin über Soul und Funk bis Disco auf, ist der früheren elektronischen Musik dabei aber genauso aufgeschlossen gegenüber wie strukturell auch der aus der Hochkultur stammenden Minimal Music. Dieser hybridartige Charakter, den House mit Hip-Hop gemeinsam hat, und der technisch erst durch die Verfügbarkeit günstiger Sampler möglich wurde, ist Vorbild für andere aktuelle Sparten von Popmusik geworden.
Aus der Clubszene heraus, besonders wichtig waren dabei das Warehouse in Chicago und die Paradise Garage and Red Zone in New York, entwickelte sich die mit House-Musik verbundene House Dance-Szene.

## Stilrichtungen mit bekannten Vertretern
- Acid House (Phuture, S’Express)
- Afro House
- Bass House (Valentino Khan, Tchami, Espa)
- Bassline House (DJ T2, DJ EJ, DJ Q, Casa Loco)
- Brazilian Bass (Alok, R3HAB)
- Chicago House (Frankie Knuckles, Marshall Jefferson)
- Deep House (Ron Trent, Jimpster, Joe Smooth, MK)
- Disco House (Shaun Baker, Scotty, Milk & Sugar)
- Dutch House (Sidney Samson, Afrojack)
- Electro-House (Hardwell, Zedd, David Guetta, Dimitri Vegas & Like Mike, Steve Aoki, Alan Walker)
- French House/French Touch (Daft Punk, Cassius, Benjamin Diamond, Étienne de Crécy)
- Funky House (Armand van Helden, Mousse T., Freemasons)
- Future House (Oliver Heldens, Martin Solveig, Tchami, Don Diablo)
- Garage House (Route 94)
- Ghetto Tech (DJ Assault, DJ Godfather)
- Hard House (Porn Kings, Klubbheads, OD404, DJ Alex K)
- Ibiza House (Roger Sanchez, Erick Morillo)
- Kwaito (Bongo Maffin, Zola)
- Latin House (Ian Pooley, Negrocan)
- Lo-Fi House
- Microhouse (Ricardo Villalobos)
- Minimal House (Steve Bug, Arj Snoek)
- Progressive House (John Graham, Sasha, Deep Dish, Avicii)
- Scouse House (KB Project, DJ Ben T, DJ Pascu, DJ Wilz)
- Slap House (Vize, HVME)
- Speed Garage (Mr. Oizo, DJ Pooch)
- Tech House (FISHER, John Digweed, Hernan Cattaneo, Richard Bartz, Benassi Bros., Benny Benassi, Ibiza Air, Sebastian Konrad)
- Tribal House (Danny Tenaglia, Manny Ward)
- Tropical House (Kygo, Klingande, Bakermat, Matoma, Thomas Jack, Unit Blue)
- Vocal House (Crystal Waters, Michael Gray)
- 2-Step (Shanks & Bigfoot, Artful Dodger)